# Список кольчатых червей, мшанок и плеченогих, занесённых в Красную книгу России
Список кольчатых червей, мшанок и плеченогих, занесённых в Красную книгу России

## Кольчатые черви

### Многощетинковые черви
- Пёстрая афродита (Aphrodita australis)
- Разноногий хетоптерус (Chaetopterus variopedatus)

### Малощетинковые черви
- Дравида Гилярова (Drawida ghilarovi)
- Японская эйзения (Eisenia japonica)
- Эйзения Гордеева (Eisenia gordejeffi)
- Промежуточная эйзения (Eisenia intermedia)
- Эйзения Малевича (Eisenia malevici)
- Закавказская эйзения (Eisenia transcaucasica)
- Салаирская эйзения (Eisenia salairica)
- Алтайская эйзения (Eisenia altaica)
- Феретима Хильгендорфа (Pheretima hilgendorfi)
- Железняк (Aporrectodea dubiosa)
- Апорректода Хандлирши (Aporrectodea handlirschi)

## Мшанки
- Вздутая главная шизоретепора (Schizoretepora imperati)

## Плеченогие
- Коптотирис Адамса (Coptothyris grayi)